# Gampsocleis
Genre
Gampsocleis est un genre de sauterelles de la famille des Tettigoniidae.

## Liste des espèces rencontrées en Europe
Selon Fauna Europaea (1er décembre 2021) :
- Gampsocleis abbreviata
- Gampsocleis glabra - le dectique des brandes
- Gampsocleis schelkovnikovae
- Gampsocleis sedakovi